# 塔利咖啡

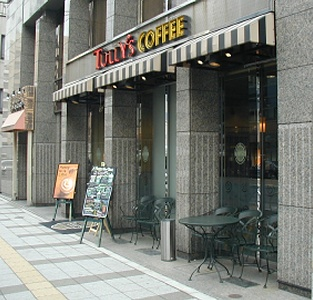
一家典型的塔利咖啡店

塔利咖啡（英語：Tully's Coffee）是一間總部位於美國西雅圖和华盛顿州的專業咖啡零售商和批發商，裡面提供如特色咖啡、咖啡、烘培食品、糕点和咖啡有關的用品，在日本具有用於部份國家中的授權合約。

## 歷史
1992年9月，塔利咖啡在美國肯特開了首間店面。